# Harts
Harts est une census-designated place américaine située dans le comté de Lincoln, dans l'État de la Virginie-Occidentale. En 2010, sa population est de 656 habitants.